# Leirfjord
Leirfjord é uma comuna da Noruega, com 444 km² de área e 2 227 habitantes (censo de 2004).         

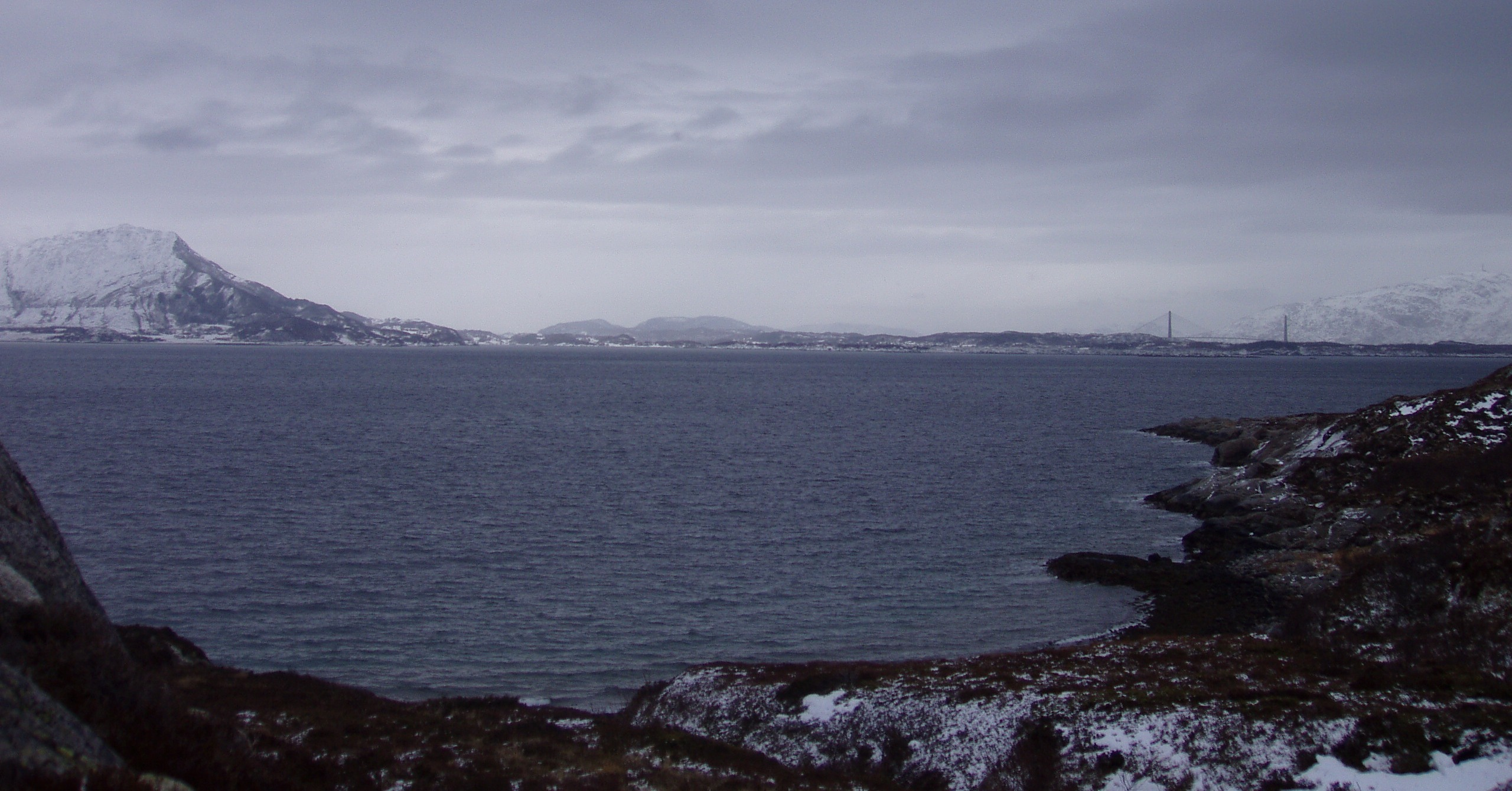
Ulvangen em Leirfjord visto de Skorpa.